# Curia
Curia lub kuria – w starożytnym  Rzymie najstarsza jednostka podziału obywateli oparta na związkach rodowych.

## Historia
W skład kurii wchodziło 10 rodów (gentes), początkowo tylko patrycjuszowskich, a później również plebejskich. Pierwotnie istniało trzydzieści kurii. Trzy kurie tworzyły jedną z trzech tribus. Przedstawiciele kurii gromadzili się na komicjach kurialnych (łac. comitia curiata). Curia stanowiła również jednostkę wojskową i podatkową.